# Aomori
Aomori (japánul 青森市, Hepburn-átírással Aomori-shi) japán város, Aomori prefektúra székhelye. Honsú északi részén található, az Aomori-öböl partján.

## Népesség
| Lakosok száma | 433 520 | 429 648 | 425 962 |
|               | 2010    | 2015    | 2021    |

## Képek

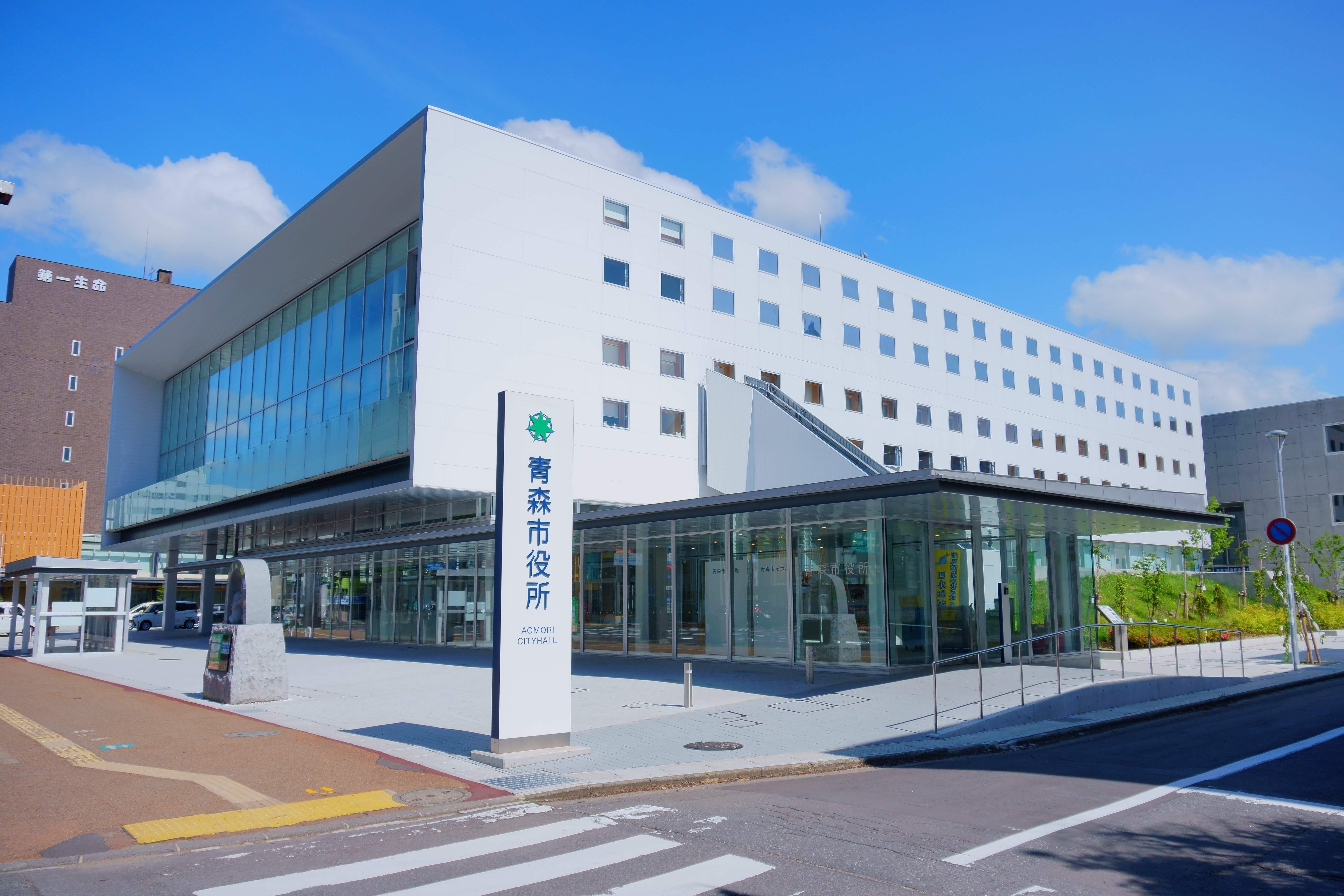
Polgármesteri hivatal
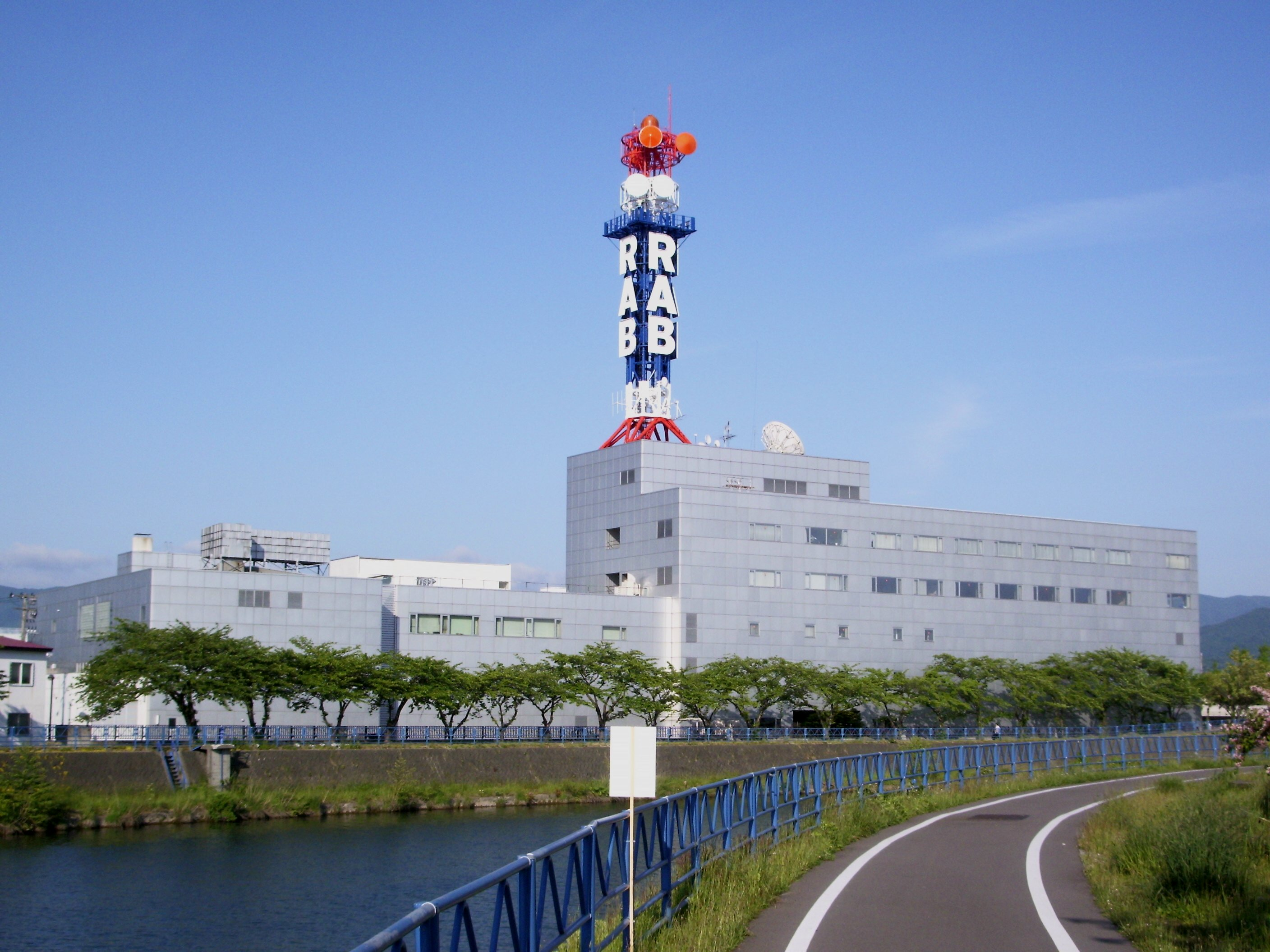
Az egyik tv-központ
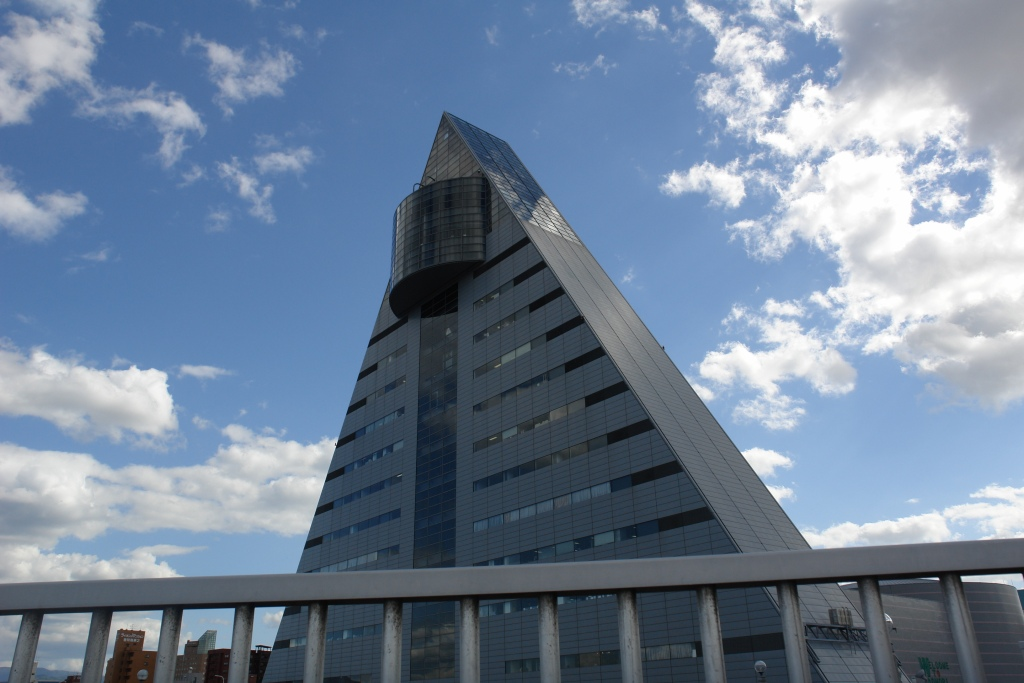
Aomori prefektúra turisztikai központja
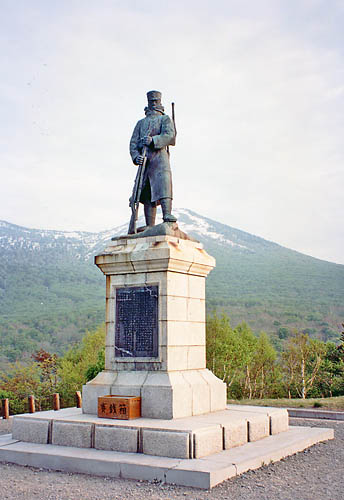
A Hakkóda-hegységen átkelő katonák halálmenetének (1902) emlékműve
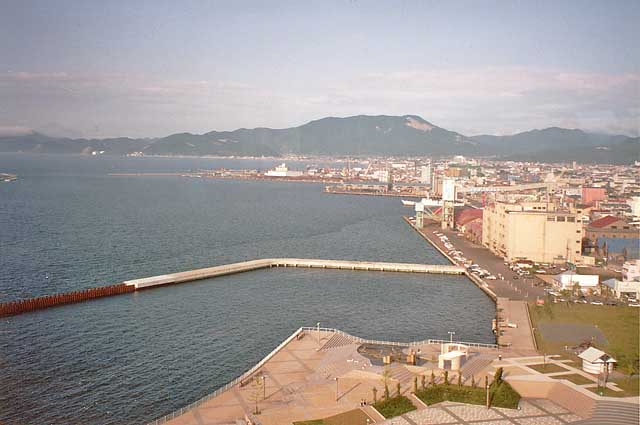
A kikötő
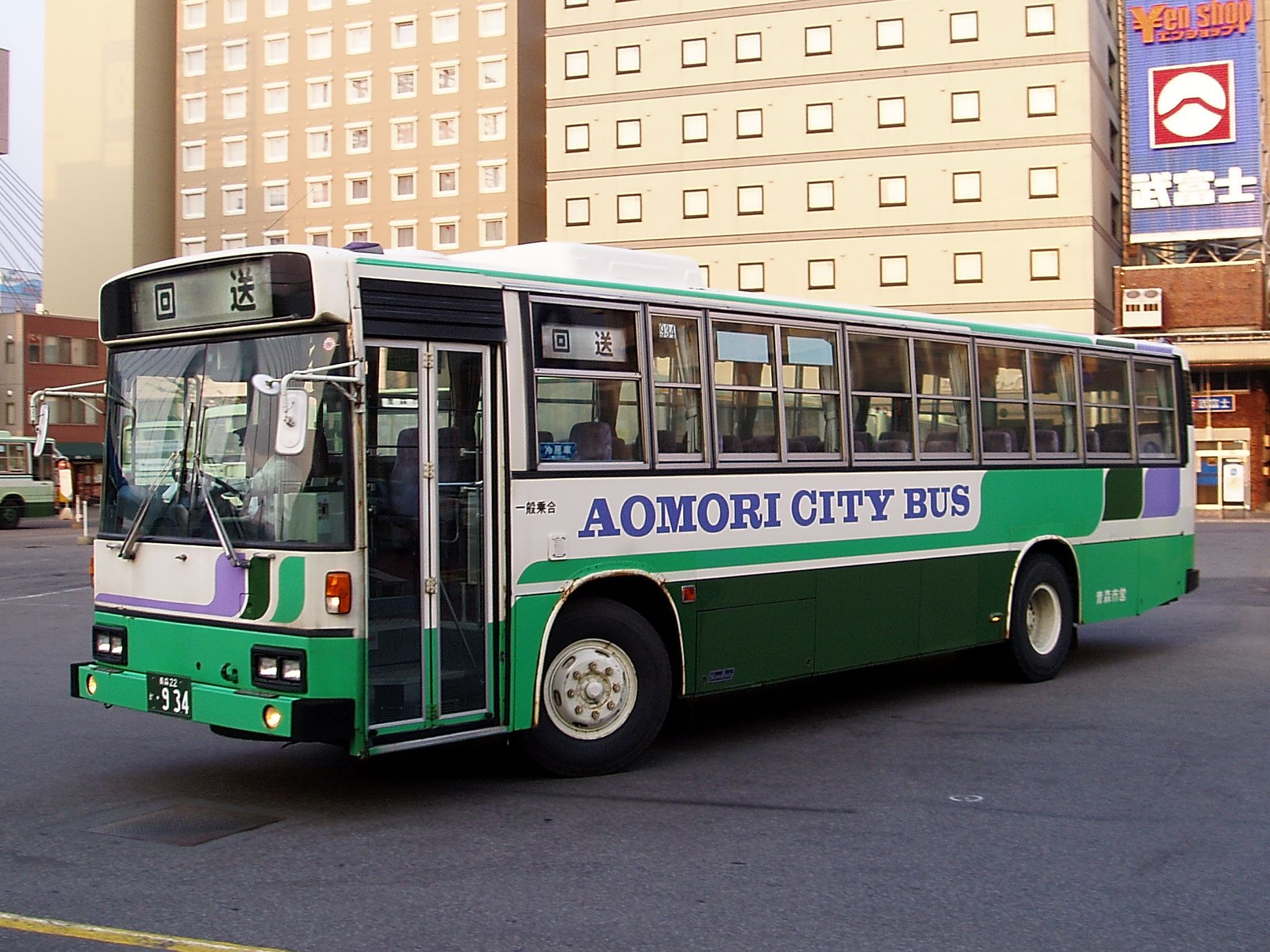
Egy helyi autóbusz
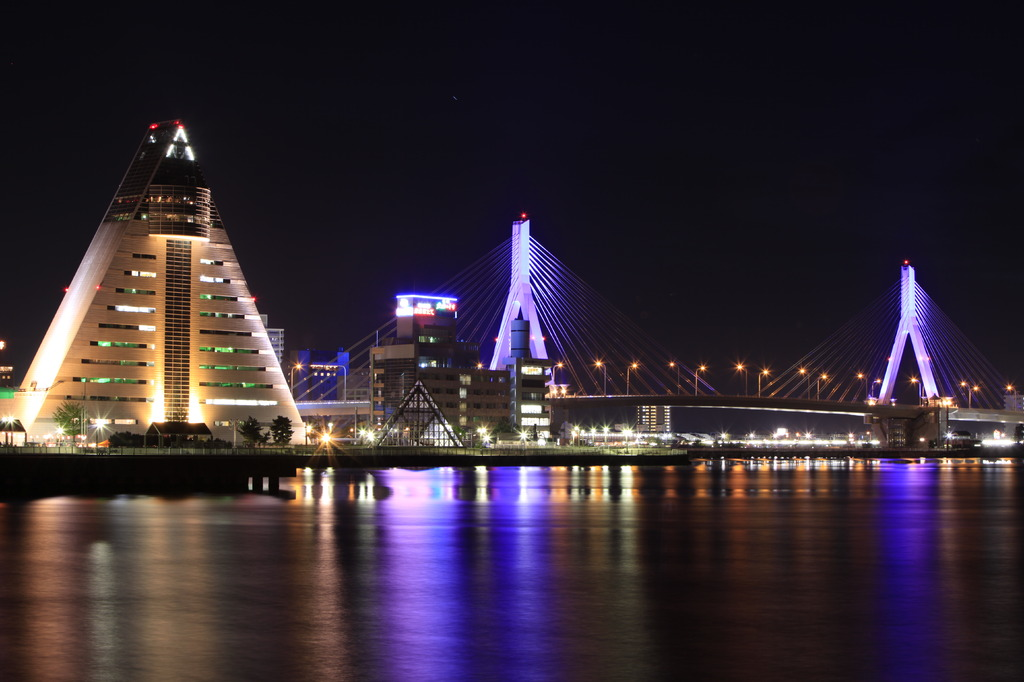
Az Aomori-öböl-híd éjjel

## Testvérvárosok
- Dalian, Kína
- Hakodate, Japán
- Kecskemét, Magyarország
- Pjongthek, Dél-Korea